# El bromista
 El bromista  es una película de Argentina filmada en Eastmancolor dirigida por Mario David sobre su propio guion escrito en colaboración con Armando Chulak que se estrenó el 26 de marzo de 1981 y que tuvo como actores principales a Santiago Bal,  Alicia Bruzzo, Aldo Barbero y Beba Bidart.

## Sinopsis
Un oficinista vive haciendo chistes y bromas a quienes están cerca de él.

## Reparto
- Santiago Bal
- Alicia Bruzzo
- Aldo Barbero
- Beba Bidart
- Thelma Stefani
- Erika Wallner
- Oscar Brizuela
- Juan Carlos de Seta
- Daniel Guerrero
- Celia Gámez
- Mario Luciani
- Alfredo Quesada
- Andrés Redondo
- Raúl Ricutti
- Ernesto Torchia
- Héctor Gance
- Juan Carlos Lamas

## Comentarios
Jorge Abel Martín en La Prensa escribió:

«El confuso sentido de la broma.»

La Nación opinó:

«El bromista quedará como un producto de un cine local subyacente….bien intencioado en su falta de ambiciones, modesto y de cuño popular.»

Manrupe y Portela escriben:

«Fallido en la realización, sin ahondar demasiado, es un buen tema y cierto costumbrismo levemente esbozado.»